# Румунія на Євробаченні Юних Музикантів
Румунія брала участь у Євробаченні Юних Музикантів, що проводиться кожні два роки, п'ять разів починаючи з 2002 року. На сьогоднішній день країні вдалося пройти до фіналу лише у 2006 році.

## Учасники
Умовні позначення
     Переможець
     Друге місце
     Третє місце
     Не пройшла до фіналу
     Участь скасовано
     Не брала участі
| Рік                               | Місце проведення | Учасник              | Інструмент | Фінал                      | Півфінал |
| --------------------------------- | ---------------- | -------------------- | ---------- | -------------------------- | -------- |
| 2002                              | Берлін           | Крістіан Андрей Фату | Скрипка    | Не вдалося кваліфікуватися | -        |
| 2004                              | Люцерн           | Діана Єлена Джипа    | Скрипка    | Не вдалося кваліфікуватися | -        |
| 2006                              | Відень           | Аліна Єлена Берку    | Фортепіано | -                          | -        |
| 2008                              | Відень           | Стефан Безан         | Скрипка    | Не вдалося кваліфікуватися | -        |
| 2010                              | Відень           | Стефан Казаку        | Віолончель | Не вдалося кваліфікуватися | -        |
| Не брала участі в 2012-2024 роках |                  |                      |            |                            |          |